# Гранитно-степное Побужье
Гранитно-степное Побужье (укр. Гранітно-степове Побужжя) — региональный ландшафтный парк на северо-западе Николаевской области Украины. Парк охватывает речную долину Южного Буга и каньонообразные долины его притоков — Большой Корабельной, Бакшалы, Мертвовода (Актовский каньон). Простирается на 70 км от южной части Первомайска до села Александровка Вознесенского района.
Образован в 1994 году решением Николаевского областного совета, и расположен на территории Первомайского и Вознесенского районов. Площадь парка — 6267 га.

## Геология
Парк расположен на южном краю Украинского кристаллического щита, в пределах отрогов Подольской и Приднепровской возвышенностей (которая стала таковой благодаря очень плотным кристаллическим породам Украинского щита), у границы Причерноморской низменности (заполненной мощным слоем осадочных образований). На территории парка Южный Буг врезается в кристаллический массив Украинского щита, в результате чего на реке возникло много порогов. На скалистых берегах видны выходы гранитов.
Гранитно-степное Побужье представляет собой остаток отрога древних гор, простиравшихся когда-то на 1000 км с северо-запада на юго-восток от Словечанско-Овручского кряжа до Приазовской возвышенности. В результате процессов денудации от гор остались только основания, представленные твёрдыми кристаллическими породами. На протяжении последних 60 миллионов лет этот участок суши не подвергался затоплению.
За последний миллион лет р. Южный Буг и её левые притоки — Мертвовод, Арбузинка и Гнилой Еланец прорезали глубокие долины в древних (образовавшихся около 2 млрд лет тому назад) кристаллических породах Украинского щита, создав величественные живописные ландшафты.

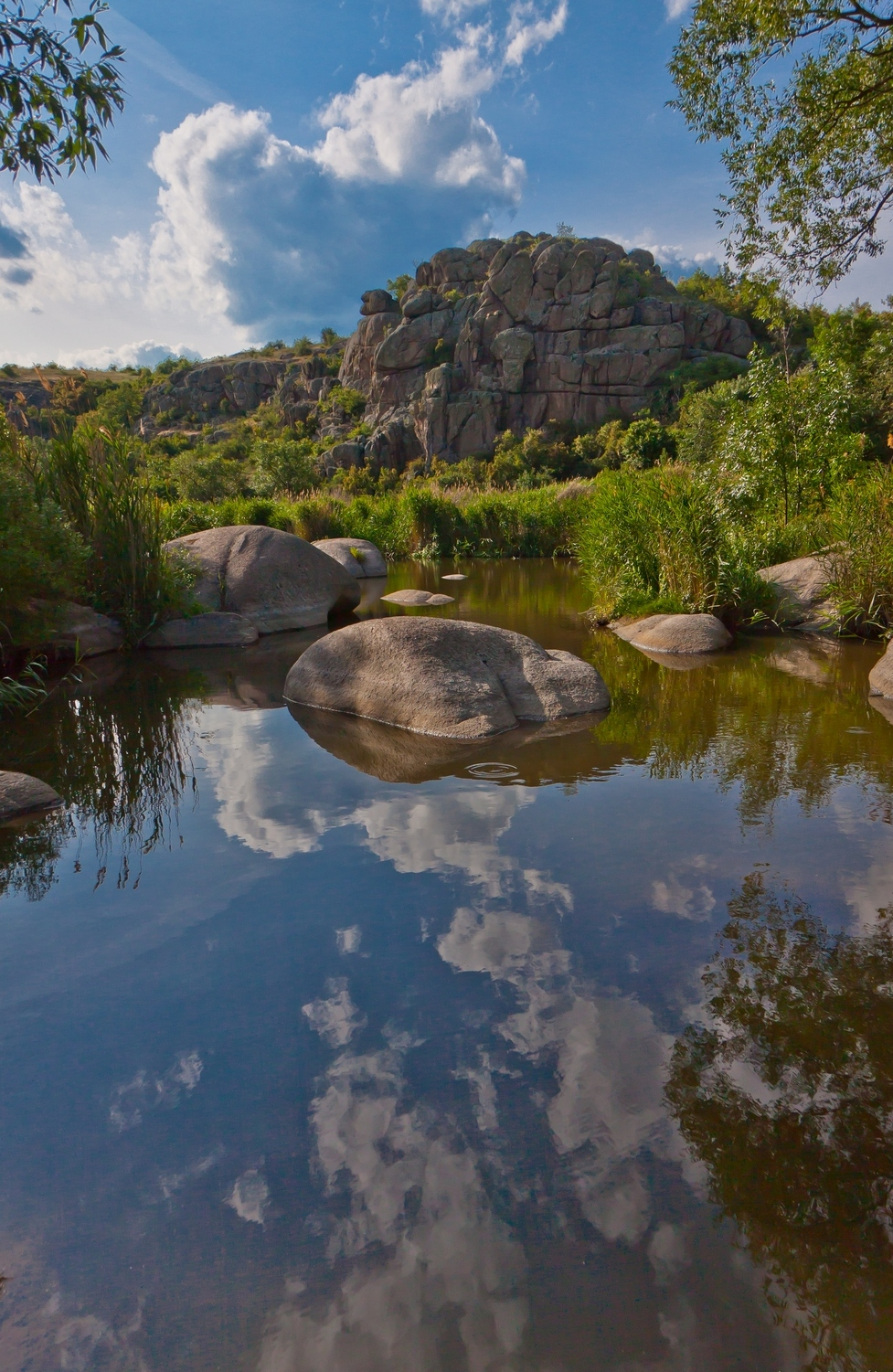
Каньон реки Мертвовод

## Природа
Рельеф территории долинно-балочный. Наиболее распространены чернозёмные почвы, занимающие 95 % территории. Прирусловая часть долины Южного Буга и острова местами заняты пойменными лесами и лугами, на склонах речных долин и балок сохранились участки петрофитной (каменистой) степи и остатки разнотравно-злаковых и кустарниковых степей.
На территории ландшафтного парка произрастает около 900 видов сосудистых растений, 26 из которых занесены в Красную книгу Украины. Также здесь обитают не менее 9000 видов насекомых (56 видов занесено в Красную книгу Украины) и около 300 видов позвоночных животных (46 видов занесено в Красную книгу Украины).

## История
На территории ландшафтного парка, в долине Южного Буга между сёлами Мигия и Александровка найдено почти 100 археологических памятников, которые представляют непрерывный хронологический ряд от палеолита (датированные 30 000 лет до н. э.) до времён формирования славянского этноса. Большой интерес представляют остатки захоронений разных народов — киммерийцев, трипольцев, сарматов, древних славян, римлян.
Особую ценность имеют исторические ландшафты Запорожской Сечи с остатками сооружений и многими топонимическим памятниками, в частности Бугский Гард — урочище с одноимённым порогом.
Указом Президента Украины от 30.04.2009 г. на территории РЛП создан новый Национальный природный парк «Бужский Гард» общей площадью 6138 га.